# Jack Sarfatti

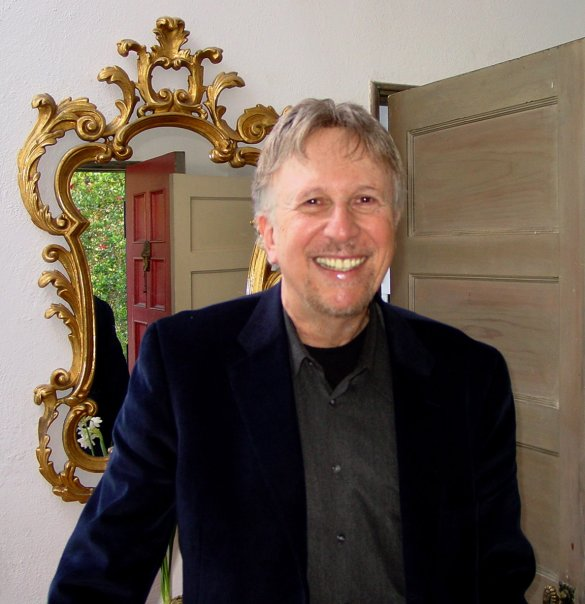
Jack Sarfatti in November, 2007

Jack Sarfatti (* 14. September 1939 in Brooklyn, New York) ist ein US-amerikanischer theoretischer Physiker und Autor von populären Werken über Quantenphysik und Bewusstsein. Er ist bekannt für seine ikonoklastischen Ideen und zeigt großes Interesse an dem, aus seiner Sicht, gegenwärtigen Zusammenbruch des Paradigmas, welches Naturwissenschaften und Geisteswissenschaften trennt. Eines seiner Argumente ist, dass Physik, welche er the Conceptual Art of the late 20th Century nennt, die Philosophie als vereinigendes Bindeglied zwischen Wissenschaft und Kunst ersetzt hat.
Sarfattis Hauptinteresse gilt jedoch SMI²LE, also der Besiedelung des Weltalls, der Erhöhung unserer Intelligenz sowie der Lebensverlängerung. Seine Ansichten inkludieren Spekulationen darüber, dass UFOs eventuell extraterrestrischer Herkunft oder terrestrische Zeitreisende aus unserer eigenen Zukunft sein könnten; dass parapsychologische Phänomene real sind; dass Kommunikation mit Überlichtgeschwindigkeit möglich sein könnte; und dass die langen Strecken bei Weltraumreisen durch Verformen der Raum-Zeit bewältigt werden könnten.
Er ist eine Usenet Legende und besitzt außerdem eine eigene Website, auf der er über seine Ideen diskutiert.
Seine Ansichten werden vom größten Teil der wissenschaftlichen Fachwelt nicht akzeptiert.

## Akademischer Hintergrund
Sarfatti wurde in Brooklyn, New York, geboren und war Sohn von Hyman Sarfatti, einem Sephardi Juden der ursprünglich aus Mazedonien stammte, und dessen Frau Mildred Sarfatti.
Nach dem High-School-Abschluss in Flatbush 1956 studierte er Physik an der Cornell University, wo er unter anderem beim Nobelpreisträger Hans Bethe und Philip Morrison hörte und 1960 seinen Bachelor-Abschluss machte. Seine erste veröffentlichte Arbeit Quantum-Mechanical Correlation Theory of Electromagnetic Fields erschien 1963 im italienischen Journal Nuovo Cimento.
1967 machte er seinen Master-Abschluss (Diplom) in Physik an der University of California, San Diego (UCSD) Universität von Kalifornien, San Diego. Im selben Jahr wurde der gemeinsam mit Marshal Stoneham verfasste Aufsatz The Goldstone Theorem in the Jahn-Teller Effect im Journal Proceedings of the Physical Society of London und der Aufsatz Laser Self-Focusing Analogue to the Landau-Ginzburg Equation of Type II Superconductivity veröffentlicht.

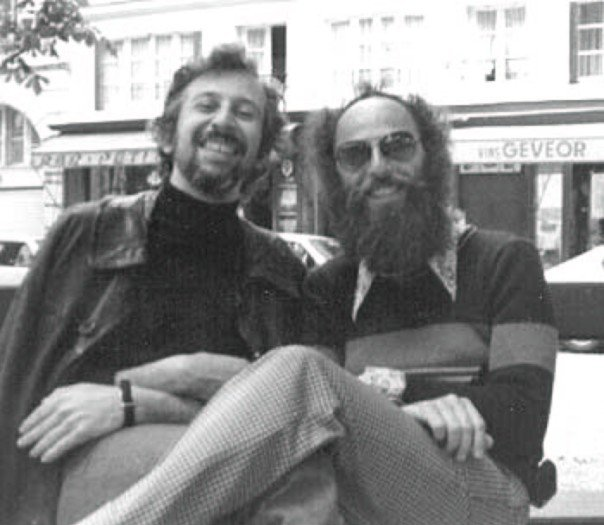
Jack Sarfatti (links) und Fred Alan Wolf in Paris 1973

Von 1967 bis 1971 lehrte er Physik an der San Diego State Universität (wo Fred Alan Wolf sein Kollege war) und promovierte 1969 bei Fred Cummings an der University of California, Riverside (UCR), den er von einem Sommerjob bei Ford Aeronutronics 1963 kannte. 1970 veröffentlichte er mit Cummings Beyond the Hartree-Fock Theory in Superfluid Helium in der Zeitschrift Physica Scripta.
1971–1972 war er Mitarbeiter von David Bohm, bekannt unter anderem für seine Untersuchungen der Theorie verborgener Variabler in der Quantentheorie, am Birkbeck College in London.
1973–1974 arbeitete er beim Nobelpreisträger Abdus Salam in dessen International Centre for Theoretical Physics in Triest. Außerdem war er ein Jahr Gastprofessor am mathematischen Institut in UNICAMP in Brasilien.
1974 gründete er die Physics-Consciousness Research Group und hielt regelmäßig Kurse und Workshops am Esalen-Institut in Big Sur. 1999–2000 war er bei Joe Firmages „ISSO exotic propulsion group“ mit einem Budget von mehreren Mio. US-Dollar.

## Sarfatti und Uri Geller
Am 21. Juni 1974 war Sarfatti gemeinsam mit anderen Wissenschaftlern und anderen interessierten Gruppen an Beobachtungen beteiligt, die sich mit Uri Geller befassten.
Sarfatti war von Geller überaus beeindruckt und kommentierte die Ereignisse wie folgt: „Mein persönliches berufliches Urteil, als Physiker und Doktor der Philosophie ist, dass Geller tatsächlich, reproduzierbar, psychoenergetische Fähigkeiten unter relativ gut kontrollierten Bedingungen vorgeführt hat, welche über jeden Zweifel erhaben sind.“
Später jedoch, als er die Ereignisse mit James Randi diskutiert hatte, revidierte er seine Aussagen.
In einem Brief schrieb er: „Auf Grund weiterer Erfahrung auf dem Gebiet des Beschwörens möchte ich meine Bestätigung zu den psychoenergetischen Fähigkeiten Uri Gellers zurückziehen.“

## Über Außerirdische
1975 erklärte Sarfatti in einem Brief an James Randi, dass er „ernstzunehmende Informationen betreffend Kontakte durch außerirdische Wesen“ besäße. Und noch im selben Jahr veröffentlichte er gemeinsam mit zwei anderen Autoren das Buch Space-time and Beyond in welchem er behauptete, dass paraphysische Ereignisse durch „nicht örtliche Quantenverbindungen“ erklärt werden könnten.

## Über die Lichtgeschwindigkeit
1978 patentierte Sarfatti ein schneller als Licht funktionierendes Kommunikationssystem. Martin Gardner äußerte sich dazu: „Ich kenne keinen anderen Physiker, der denkt, dass dieses System funktioniert. Sollte es funktionieren, dann wäre Jack Sarfatti einer der größten Physiker aller Zeiten“.
Sarfatti zog seine Unterstützung für diesen Entwurf zurück und erklärte, dass es nicht funktionieren würde, da es auf einer orthodoxen Quantentheorie beruhte, die das „no-cloning“ Theorem enthielte.

## Kritik
In einem Seminar, welches an der Universität von Campinas durchgeführt wird, beschäftigt sich der brasilianische Mathematik-Professor Waldyr Rodrigues mit den Konzepten und Methoden Sarfattis. In dem von ihm herausgegebenen Schriftstück A Comment on Emergent Gravity deutete Rodrigues auf mathematische Unvereinbarkeiten, welche sich in Sarfattis Emergent Gravity: String Theory without String Theory befinden, hin und nannte es ein „potpurri of nonsense Mathematics“ und auch in späteren Veröffentlichungen Sarfattis fand er Fehler.

## Publikationen

### Schriftliche Veröffentlichungen
- 2006, „Emergent Gravity: String Theory Without String Theory“, ArXiv.org e-print archive.
- 2005, Super Cosmos, AuthorHouse. ISBN 1-4184-7662-5
- 2004, „Einstein Gravity with Dark Energy and Dark Matter as Sakharov Metric Elasticity“, GR17 Dublin 2004: 17th International Conference on General Relativity and Gravitation: Book of Abstracts, S. 181 (Abstrakt (Memento vom 29. September 2007 im Internet Archive)).
- 2004, "Wheeler's World" (Memento vom 29. Mai 2004 im Internet Archive), Developments in Quantum Physics, NOVA Scientific Publishers, S. 41–84. ISBN 1-59454-003-9
- 2003, „Macro-Quantum Origin of Gravity and Quintessence“, Papers at APS Austin & Philadelphia published in APS Abstracts for those meetings. Bulletin of the American Physical Society, Vol 48, No 1, Part II, N35-6, S. 832 (Abstrakt).
- 2002, Space-Time and Beyond 2: Dark Energy, AuthorHouse. ISBN 1-4033-9022-3
- 2002, Destiny Matrix, AuthorHouse. ISBN 0-7596-9689-6
- 2002, Progress in Post-Quantum Physics and Unified Field Theory, Gravitation and Cosmology. From the Hubble Radius to the Planck Scale (Series: Fundamental Theories of Physics, Vol. 126), Kluwer Academic Publishers, S. 419–430. ISBN 1-4020-0885-6, bibcode:2002gchr.conf..419S
- 1998, with M.C. Levit, Are the Bader Laplacian and the Bohm Quantum Potential Equivalent?, Causality & Locality in Modern Physics (Series: Fundamental Theories in Physics, Vol 97), Kluwer Academic Publishers, S. 353–358. ISBN 0-7923-5227-0, arxiv:physics/9704029
- 1998, Beyond Bohm-Vigier Quantum Mechanics (Memento vom 12. Oktober 1999 im Internet Archive), Causality & Locality in Modern Physics, (Series: Fundamental Theories in Physics, Vol 97), Kluwer Academic Publishers, S. 403–410. ISBN 0-7923-5227-0
- 1991, Design for a Superluminal Signaling Device. In: Physics Essays. Band 4, Nr. 3, 1991, S. 315–336 (philpapers.org).
- 1977, „Higher Intelligence is Us in the Future“, in Spit in the Ocean, Fall 1977, No. 3, Ken Kesey, pub., Tim Leary, ed.
- 1975, „The Physical Roots of Consciousness“ in Mishlove, Jeffrey, The Roots of Consciousness, S. 279–290. ISBN 0-394-73115-8
- 1975, Space-Time and Beyond, with Fred Alan Wolf and Bob Toben, E. P. Dutton. ISBN 0-525-47399-8
- 1974, „The Dirac Equation and General Relativity,“ Foundations of Physics.
- 1973, „Regge Trajectories as Rotation Black Holes in Strong Gravity“, Collective Phenomena, H. Frohlich & F.W. Cummings, eds.
- 1971, „On mini black holes“, short note in Nature Physical Science.
- 1970, „Beyond the Hartree-Fock Theory in Superfluid Helium,“ with Fred Cummings, in Physica Scripta (Switzerland).
- 1969, Destruction of Superflow in Unsaturated 4He Films and the Prediction of a New Crystalline Phase of 4He with Bose-Einstein Condensation, Physics Letters, Vol 30A, No 5, Nov 1969, S. 300–301. bibcode:1969PhLA...30..300S
- 1967, „Laser Self-Focusing Analogue to the Landau-Ginzburg Equation of Type II Superconductivity“, Physics Letters.
- 1967, „The Goldstone Theorem in the Jahn-Teller Effect“, with Marshall Stoneham, Proceedings of the Physical Society of London, cited as a major paper in AIP Resource Letter on Symmetry in Physics, 1980 (done at United Kingdom Atomic Energy Research Establishment, Harwell, Didcot, Berks).
- 1963 Quantum-Mechanical Correlation Theory of Electromagnetic Fields. In: Nuovo Cimento. Band 27, Nr. 5, 1963, S. 1119–1129, doi:10.1007/BF02813089.

### Andere Medien
- Sarfatti erschien in zahlreichen Fernsehsendungen auf amerikanischen Lern und Wissens Kanälen und wurde regelmäßig vom amerikanischen IPODCAST Radio Network interviewt.
- Auf der von Paramount Pictures veröffentlichten Star Trek IV DVD befindet sich ein 11 Minuten und 14 Sekunden langer Bonus-Track bezüglich Time Travel: The Art of the Possible. Drei prominente Quanten-Physiker, darunter Nick Herbert, Fred Alan Wolf und Jack Sarfatti sprechen in diesem Bonus-Track.